# Сеґвей

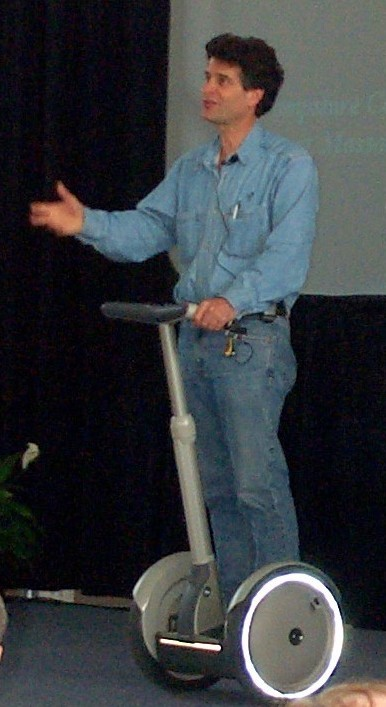
Дін Кеймен на сеґвеї

Се́ґвей або сігвей (англ. Segway) — двоколісний електросамокат, різновид дициклу, який винайшов американець Дін Кеймен.
Назва «сеґвей» походить від італійського слова segue, що буквально означає «слідує». Кожне колесо сеґвея приводить до руху свій електродвигун, що реагує на зміни рівноваги машини. Останнє відбувається завдяки технології (складна система з п'яти вібруючих кілець-гіроскопів і двох рідинних датчиків нахилу), яка з частотою 100 разів на секунду визначає порушення балансування при зміні положення корпусу їздця (вершника).
Сеґвей — електроскутер, якому не потрібне ні кермо, ні гальма. При нахилі корпуса їздця вперед, Сеґвей починає котитися вперед, і чим більший нахил, тим більшу він розвиває швидкість (максимальна — 20 км/год). При відхиленні корпуса їздця назад, Сеґвей уповільнює рух, зупиняється і потім починає котитися заднім ходом. При нахилі вліво або вправо електродвигун відповідного колеса сповільнюється, Сеґвей повертається в потрібну сторону.